# 生田勉 (野球)
生田 勉（いくた つとむ、1966年8月16日 - ）は、大分県玖珠郡玖珠町出身の大学野球指導者。亜細亜大学職員・硬式野球部元監督。

## 経歴
大分県の柳ヶ浦高校から1985年に亜細亜大学に進学。大学では捕手として1年後輩の弓長起浩、2年後輩の小池秀郎、高津臣吾、川尻哲郎らの投手陣とバッテリーを組む。2年上に阿波野秀幸投手、佐藤和弘が、1年上に与田剛投手らがいた。4年時は主将。同期に中本浩や北口正光らがいる。
1989年に大学卒業後、NTT東京でプレー。1年先輩与田剛とは大学以来社会人でも同じチームでプレーする関係が続いた。
1992年から母校の亜細亜大学硬式野球部のコーチを務めたのち、2004年から前任の内田俊雄に代わり監督に就任。
東都大学野球では6連覇を含む9回の優勝、明治神宮大会では3回、大学選手権1回の優勝がある。
2018年、2019年の日米大学野球選手権大会において日本代表監督を務めた。
教え子に松田宣浩、東浜巨、九里亜蓮、嶺井博希、薮田和樹、山﨑康晃、藤岡裕大、木浪聖也、頓宮裕真など多くのプロ野球選手がいる。
2023年春季リーグ戦後に体調不良にて辞任を表明した。

## 人物
大学では「野球だけしていれば就職できる時代ではない」との考えのもと、部員たちには毎日日記を付けさせ、月に1冊の読書感想文を書かせるなど、野球以外の指導も行っている。
プライベートではDEENの池森秀一と親交がある。